# Bałda

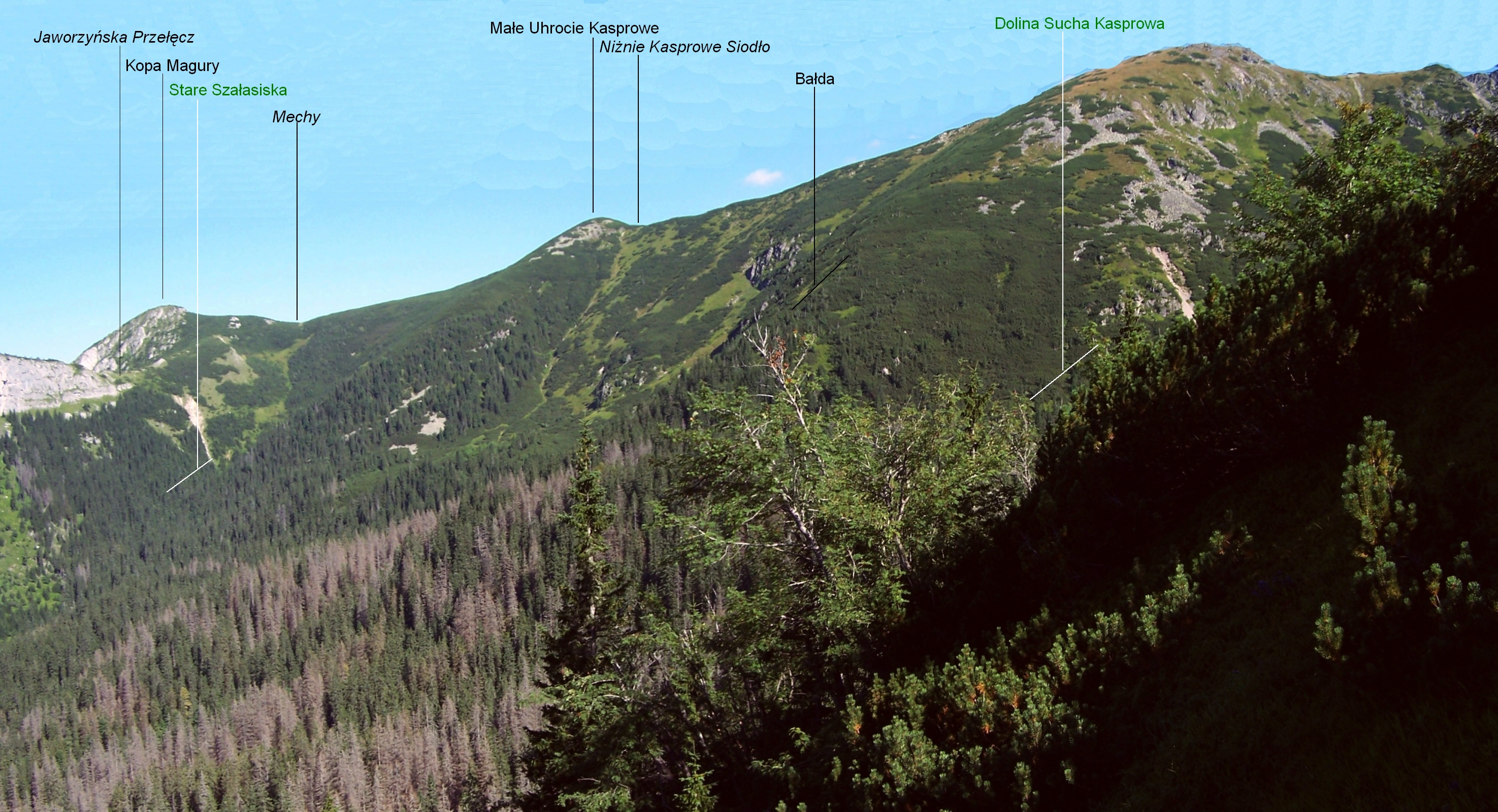
Widok z północnej grani Kasprowego Wierchu

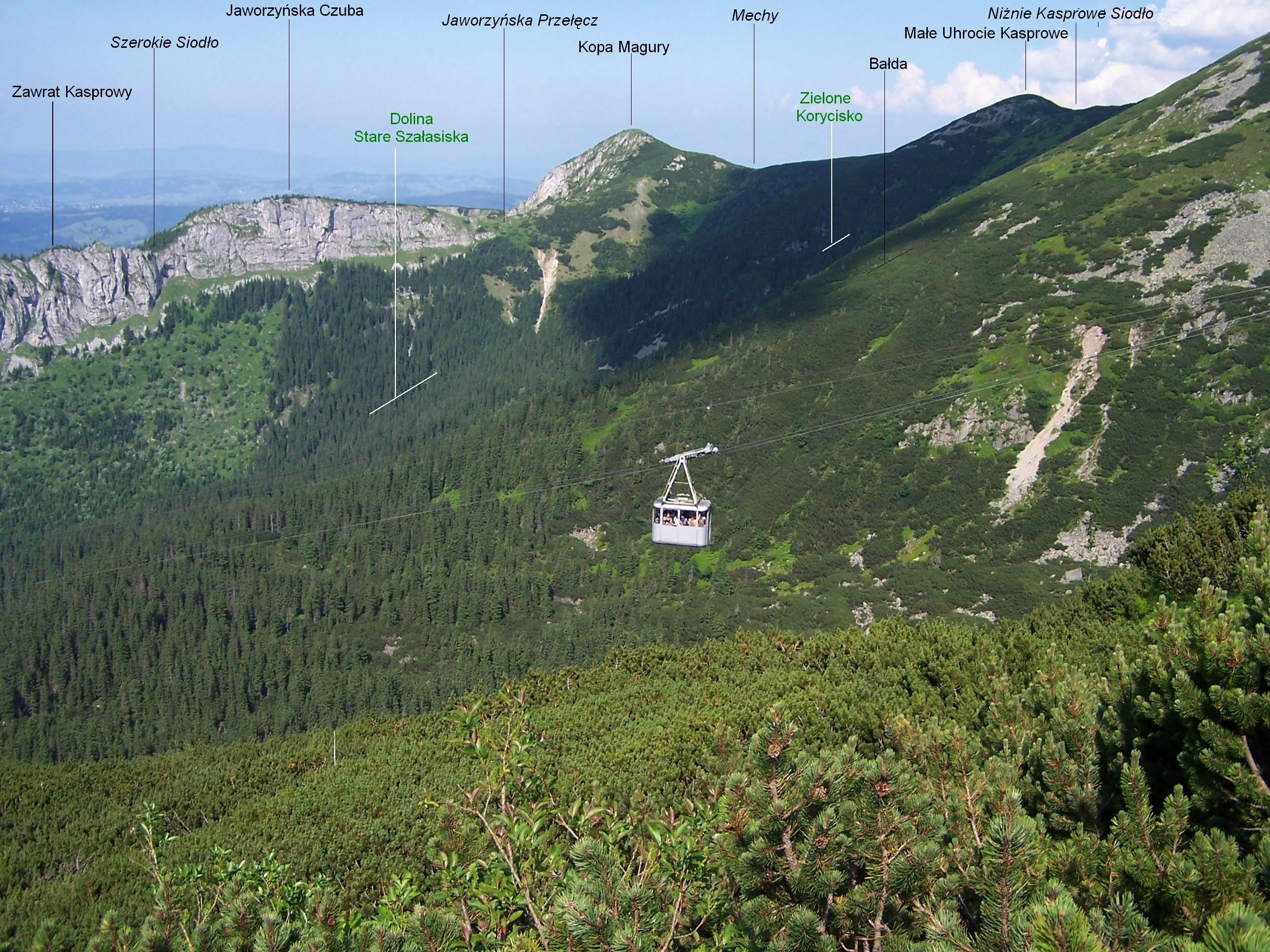
Widok z północnej grani Kasprowego Wierchu

Bałda – grzęda opadająca z najwyższego punktu Uhrocia Kasprowego (1852 m) do Doliny Kasprowej w polskich Tatrach Zachodnich. Opada w kierunku północno-zachodnim, a jej przedłużeniem jest morenowy wał. Bałda wraz z tym wałem dzieli Dolinę Kasprową na dwie odnogi: dolinę Stare Szałasiska (po wschodniej stronie Bałdy) i Dolinę Suchą Kasprową (po zachodniej stronie). Od strony wschodniej pomiędzy głównym ciągiem Starych Szałasisk a Bałdą znajduje się jeszcze Zielone Korycisko – odnoga Starych Szałasisk.
Bałda jest górą kosodrzewinowo-trawiasta, a niżej porośnięta górnoreglowym lasem. Dawniej była bardziej trawiasto-piarżysta i była wypasana (tereny dawnej Hali Kasprowej). Obecnie cała Dolina Kasprowa jest obszarem ochrony ścisłej i ludzie bywają tutaj bardzo rzadko. Władysław Cywiński tak opisuje Bałdę i Uhrocie Kasprowe: „Pusto, dziko, triumf regeneracyjnych sił przyrody. Częściej można tu spotkać przedstawiciela gatunku Ursus arctos niż homo sapiens”.